# ユ・インス
ユ・インス（韓国語：유인수、1998年3月25日 - ）は、大韓民国の俳優である。現在では主に、「今、私たちの学校は…」などへの出演で知られている。

## 出演

### ドラマ
- 力の強い女 ト・ボンスン（2017年、JTBC）
- 恋するレモネード（2017年、KBS2） - パク・ミンジュン役
- あなたが眠っている間に（2017年、SBS） - チェ・ジェソン役
- 甘くない女たち～付岩洞の復讐者～（2017年、tvN） - ギョンボク役
- 復讐ノート（2017年、ウェブドラマ） - チョ・ミンフィ役
- ライフ（2018年、JTBC）
- 私のIDはカンナム美人（2018年、JTBC） - パク・レソン役
- 十八の瞬間（2019年、JTBC） - ユ・ピルサン役[1]
- チョコレート（2019年、JTBC） - ソング役[2]
- 遠くから見ると青い春（2021年、KBS2） - オ・チャングク役
- 今、私たちの学校は…（2022年、Netflix） - ユン・グィナム役
- 還魂（2022年、tvN） - パク・ダング役
- 還魂 光と影（2022~2023年、tvN） - パク・ダング役
- 良くも悪くもだって母親（2023年）-パン・サムシク役